# Viola lobata
Viola lobata — багаторічна рослина родини Фіалкових, поширена у північно-західній Каліфорнії, Орегоні, Каскадних горах та горах Сьєрра-Невада. Зростає у сухих, тінистих або світлих лісах на висоті 150—2300 м.
Багаторічна трав'яниста рослина 5-46 см заввишки. Стебло прямостояче або висхідне. Прикореневі листки прості, на черешках завдовжки 5—21,5 см. Стеблові листки на черешках завдовжки 1—5 см, із пластинками довжиною 1,5-15 см, овальної до ромбічної форми.
Квітки одиночні на квітконосах завдовжки 2—13 см. Пелюстки жовті, при основі всіх пелюсток всіх або лише трьох нижніх можуть бути коричневі риски. Плід гладенький, 6—16 мм.

## Джерело
- Jepson Flora Project [Архівовано 11 червня 2007 у Wayback Machine.]

| Гібіскус | Це незавершена стаття про квіткові рослини. Ви можете допомогти проєкту, виправивши або дописавши її. |